# Каркара (Каркаринский сельский округ)
Каркара (каз. Қарқара) — село в Кегенском районе Алматинской области Казахстана. Административный центр Каркаринского сельского округа. Код КАТО — kz.19.44.53.100.

## Географическое положение
Село располагается на берегу реки Каркара, в предгорной равнине.

## Население
В 1999 году население села составляло 2446 человек (1226 мужчин и 1220 женщин). По данным переписи 2009 года, в селе проживали 2152 человека (1092 мужчины и 1060 женщин).

## История
Село Каркара основано в 1929 году. До 1997 года было центром одноимённого молочного совхоза.

## Инфраструктура
С 1997 года на месте бывшего молочного совхоза действуют мелкие частные хозяйства.

## Топографические карты
- Лист карты K-44-39 Каркара. Масштаб: 1 : 100 000. Состояние местности на 1987 год. Издание 1991 г.